# Manavalakurichi
Manavalakurichi es una ciudad y nagar Panchayat situada en el distrito de Kanyakumari en el estado de Tamil Nadu (India). Su población es de 10969 habitantes (2011). Se encuentra a 60 km de Thiruvananthapuram.

## Demografía
Según el censo de 2011 la población de Manavalakurichi era de 10969 habitantes, de los cuales 5478 eran hombres y 5491 eran mujeres. Manavalakurichi tiene una tasa media de alfabetización del 94,66%, superior a la media estatal del 80,09%: la alfabetización masculina es del 96,20%, y la alfabetización femenina del 93,14%.